# Новые Радуляны
Новые Радуляны также Рэдулений Ной (рум. Rădulenii Noi) — село в Флорештском районе Молдавии. Наряду с сёлами Алексеевка, Кириловка и Думитрены входит в состав коммуны Алексеевка.

## География
Село расположено на высоте 164 метра над уровнем моря.

## Население
По данным переписи населения 2004 года, в селе Рэдулений Ной проживает 55 человек (29 мужчин, 26 женщин).
Этнический состав села:
| Национальность | Число жителей | Процентный состав |
| -------------- | ------------- | ----------------- |
| молдаване      | 32            | 58,18             |
| украинцы       | 21            | 38,18             |
| русские        | 2             | 3,64              |
| Всего          | 55            | 100 %             |